# Cathédrale de Sassari
Cette  cathédrale n’est pas la seule cathédrale Saint-Nicolas.
La cathédrale Saint-Nicolas de Sassari (en italien : cattedrale di San Nicola) est une église catholique située à Sassari, en Italie. Il s'agit de la cathédrale de l'archidiocèse de Sassari. Elle est dédiée à saint Nicolas de Myre. 

## Galerie

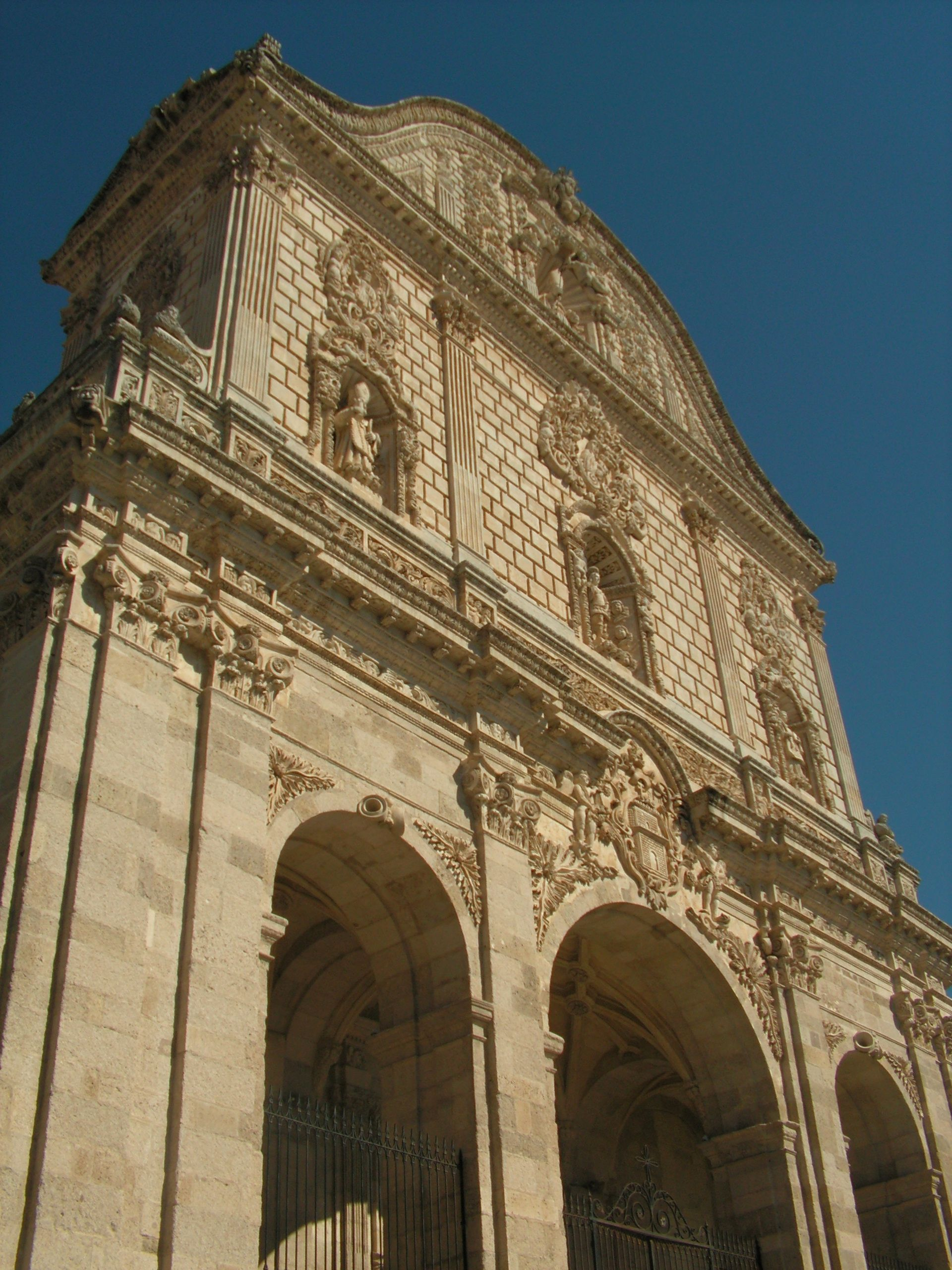
La façade de l'église.
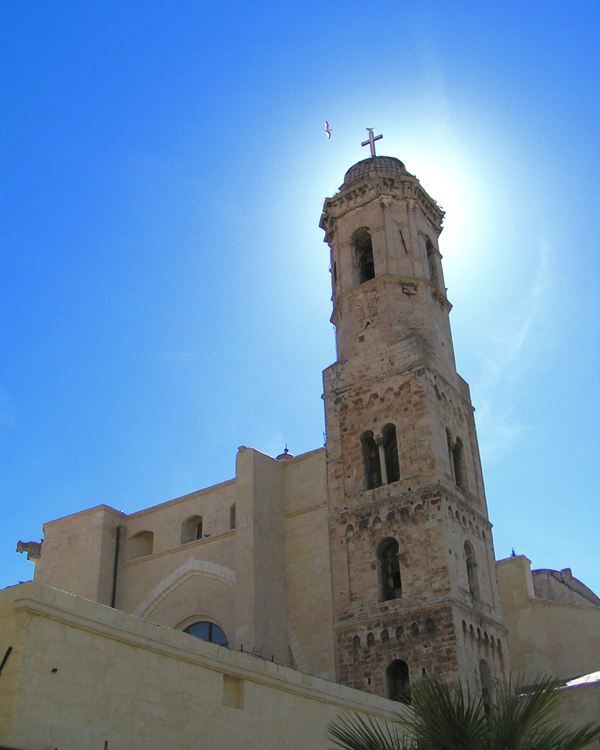
Le campanile.
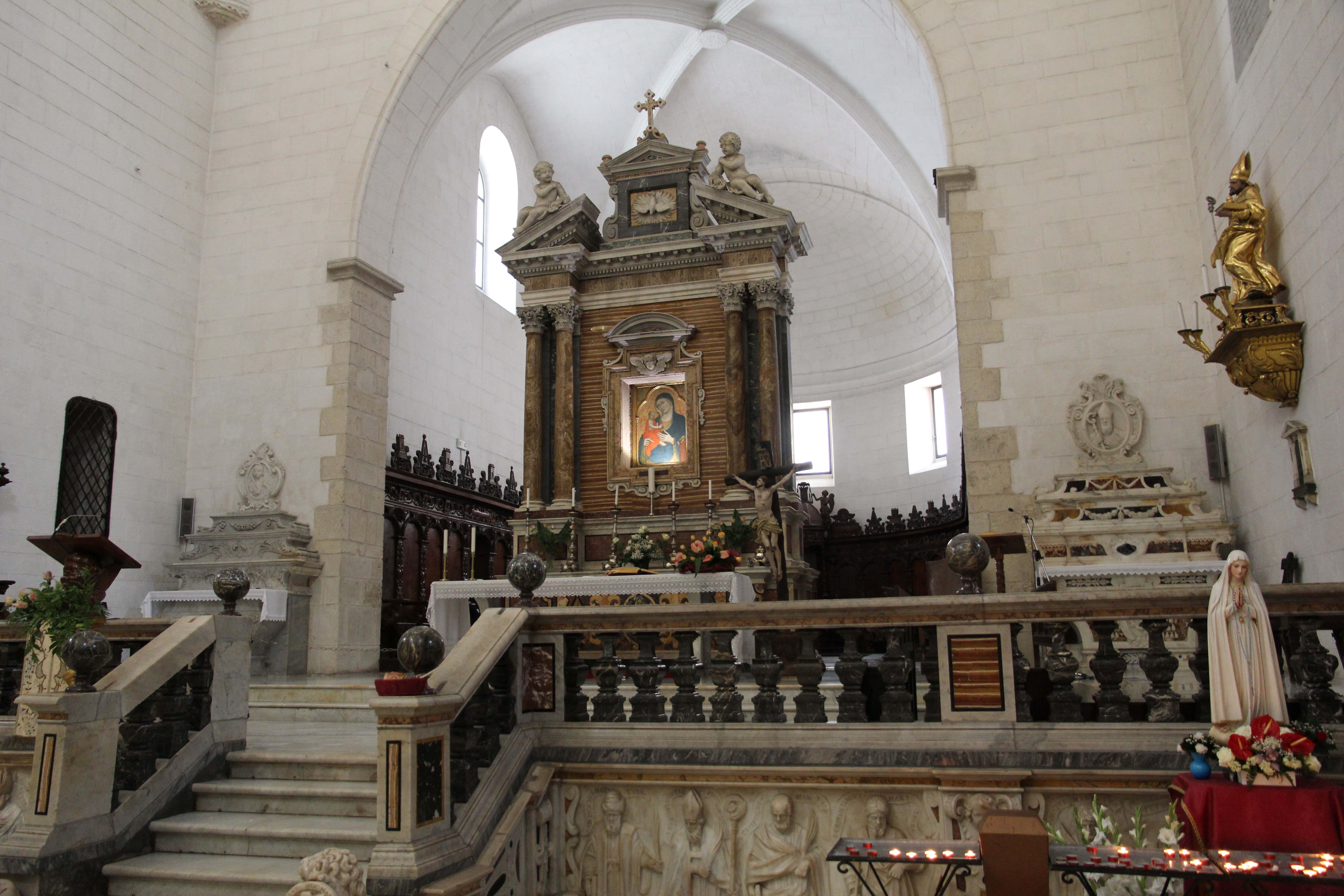
Le chœur et l'abside.
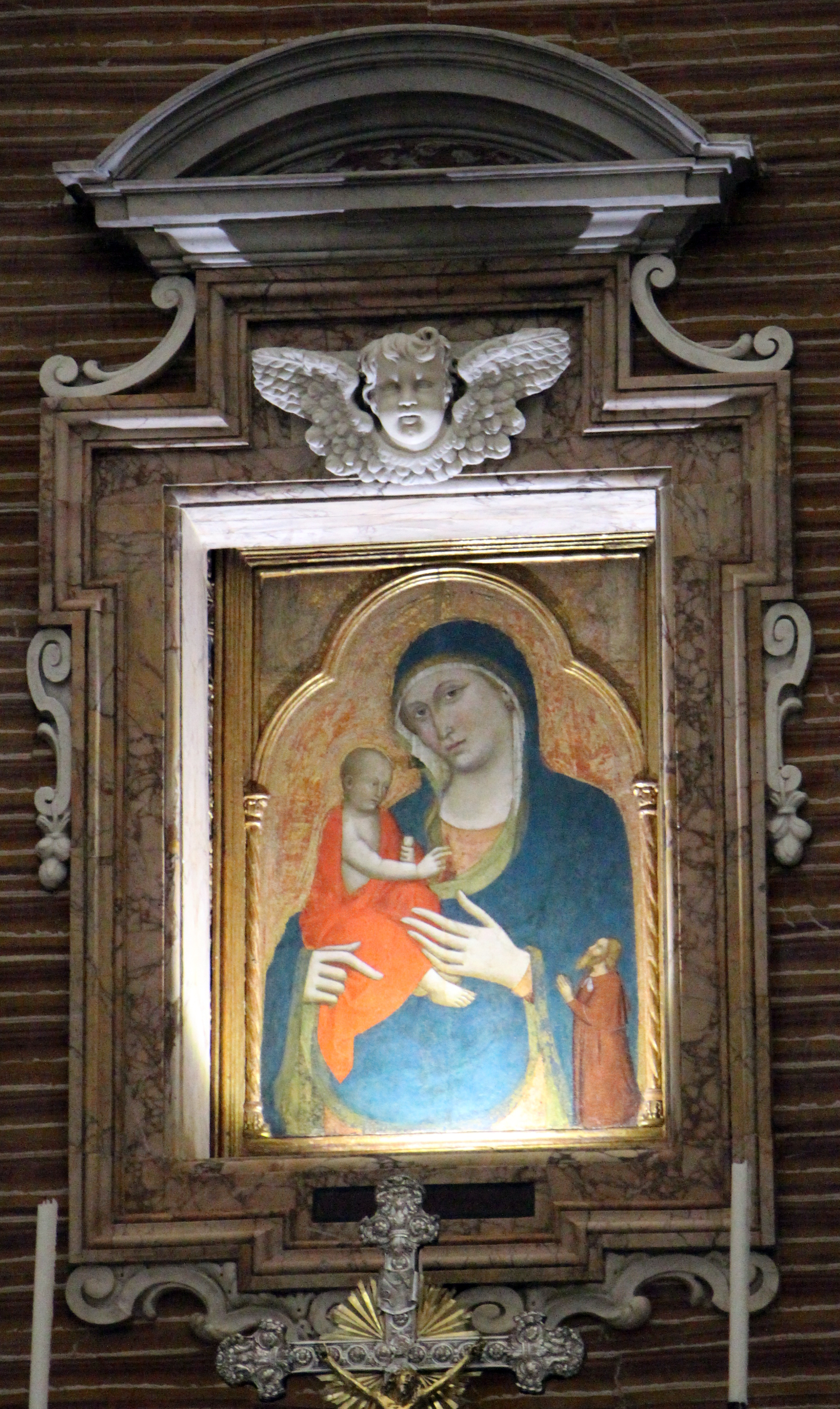
La Madonne de Bosco,  peinture de l'école siennoise (XIVe siècle).

### Articles liés
- Archidiocèse de Sassari
- Sassari
- Liste des cathédrales d'Italie